# Acuario oceánico de Shanghái
El Acuario oceánico de Shanghái (en chino: 上海海洋水族馆) es un acuario público ubicado en Shanghái, China. Es el hogar de un pez de colores Oranda llamado Bruce, que mide 17.129 pulgadas (435,1 mm) del hocico a la aleta de la cola. Bruce lleva el nombre de Bruce Lee. Diseñado con tecnologías avanzadas el acuario incluye un túnel de 120 metros (390 pies) que lleva a los visitantes a través de un arrecife costero, mar abierto, una cueva kelp, la ensenada del tiburón, y un arrecife de coral, siendo uno de los túneles más largos para tales fines en el mundo.